# Robert Tempel
Robert Tempel (* 1973) alias „Psychi“ je český zločinec a recidivista. Nejzávažnějším trestným činem kladeným mu za vinu byla dvojnásobná vražda u Hruškové na Sokolovsku z roku 2001, za kterou byl v roce 2009 pravomocně odsouzen na doživotí. Po zásahu Evropského soudu pro lidská práva (ESLP) v roce 2020 se však tímto případem znovu zabýval Ústavní soud České republiky, po jehož novém nálezu byl v roce 2021 zproštěn obžaloby za tuto vraždu a propuštěn. Až do roku 2016 však byl vězněn po právu za loupeže.

## Předchozí tresty
Dne 29. dubna 1996
byl Tempel odsouzen na 5,5 roku vězení za loupežné přepadení banky a nedovolené ozbrojování. Dne 3. května 1999, když mu z trestu zbývalo ještě 457 dní, byl podmínečně propuštěn na zkušební dobu 5 let. V této době se však dopustil další loupeže, za kterou byl 1. února 2005 odsouzen na 13,5 roku ve věznici se zvýšenou ostrahou a 4. března 2005 pak k odpykání zbytku předchozího trestu. Tyto tresty mu vypršely v srpnu 2016.[rozpor]

## Trestní stíhání za vraždu
Dne 4. března 2002 byl Tempel obviněn a vzat do vazby a následně 28. ledna 2003 obžalován, že 20. srpna 2001 zavraždil dva muže na lesním parkovišti u Hruškové na Sokolovsku. Podle obžaloby tam Lukáši Svobodovi (22 let) předal 400 tisíc korun za vůz značky Audi, který si údajně chtěl koupit, a pak ho zastřelil. Dále měl postřelit Michala Vičara (25 let) a ubít ho železnou tyčí s kusem betonu a montážním klíčem. Následující den údajně obě těla zakopal na pozemku ve Staré Vodě na Chebsku. Tempel celou dobu vinu popíral a tvrdil, že vraždy spáchal Lubomír Václav zvaný „Biftek“ (zemřel 2. listopadu 2014), který v kauze figuroval jako klíčový svědek obžaloby.
První rozsudek v této věci padl 17. září 2004, kdy Krajský soud v Plzni Tempela nepravomocně zprostil obžaloby. Jediným přímým důkazem totiž byla výpověď zmíněného klíčového svědka, kterou shledal nevěrohodnou. Státní zástupce se však proti tomuto rozsudku odvolal a Vrchní soud v Praze jej 1. prosince 2004 zrušil, protože podle něj neobsahoval hodnocení provedených důkazů a nedostatečně posuzoval věrohodnost svědka. Věc tedy putovala zpět k plzeňskému soudu.
Druhým rozsudkem z 1. února 2005 plzeňský soud Tempela opět zprostil, protože nadále považoval svědka za nedůvěryhodného. Podle odvolacího soudu tento rozsudek sice důkladněji posoudil věrohodnost svědka, ale nadále prakticky neobsahoval hodnocení důkazů. Dne 27. dubna 2005 jej tedy znovu zrušil a věc přikázal jinému soudnímu senátu, protože ten stávající nenapravil vytýkaná pochybení, takže odvolací soud zpochybnil jeho schopnost rozhodovat o věci objektivně. Ústavní stížnost proti odnětí věci stávajícímu senátu Ústavní soud 15. září 2005 odmítl, protože soud prvního stupně opakovaně nezhodnotil všechny důkazy jednotlivě i v jejich souhrnu (§ 2 odst. 6 trestního řádu), takže odnětí věci nepředstavovalo zásah do práva na zákonného soudce.
Třetím rozsudkem z 18. května 2006 Tempela zprostil i nový senát plzeňského soudu, protože podle něj svědectví bylo plné vnitřních rozporů a nepřímé důkazy nepoukazovaly na Tempela jednoznačně. Odvolací soud uvedl, že důkazy sice tentokrát zhodnoceny byly, avšak v rozporu s pravidly formální logiky a s požadavkem na pečlivé uvážení všech okolností případu jednotlivě i v jejich souhrnu (§ 2 odst. 6 trestního řádu). Podle něj byly zhodnoceny zjevně jednostranně ve prospěch obžalovaného, ačkoli zásada in dubio pro reo má své meze. Dále uvedl, že plzeňský soud vycházel z výslechů svědka vedených předchozím senátem tendenčně a neobjasnil některé rozpory ohledně jeho věrohodnosti, kterou posoudil „destruktivně“. Také kritizoval, že neposuzoval, zda jsou vyvrácena tvrzení obhajoby. Odvolací soud proto 4. října 2006 zrušil rozsudek potřetí. Sám však svědka nevyslechl.
Čtvrtým rozsudkem ze 6. března 2007 plzeňský soud zprostil Tempela znovu, i když zhodnotil i další důkazy. Namítl, že při hodnocení důkazů se nemá řídit pokyny odvolacího soudu, ale vlastním přesvědčením (opět § 2 odst. 6 trestního řádu; naproti tomu například v otázce právní kvalifikace jsou pokyny odvolacího soudu závazné). Dne 29. května 2007 vrchní soud zrušil rozsudek počtvrté, rozhodl, že musí odejmout věc soudu odmítajícímu jeho výhrady, a přikázal ji Krajskému soudu v Praze. Stížnost proti opakovanému odnětí věci Ústavní soud 13. prosince 2007 také odmítl s tím, že odvolací soud vytýkal nalézacímu logické nesprávnosti v hodnotícím procesu, nezohlednění všech podstatných okolností a nesprávné použití zásady in dubio pro reo. Věcnou správností úvah odvolacího soudu se nezabýval, protože v této fázi řízení by to podle něj bylo předčasné.
Pátý rozsudek tedy 26. listopadu 2008 vynesl Krajský soud v Praze a za dvojnásobnou vraždu odsoudil Tempela na doživotí ve věznici se zvýšenou ostrahou. Podle něj svědectví bylo v klíčových bodech věrohodné a rozpory v něm nevýznamné. Uvedl, že svědkův popis událostí byl přesnější a přesvědčivější než Tempelův a že byl podpořen dalšími důkazy. Vrchní soud 9. prosince 2009 odsuzující rozsudek pravomocně potvrdil, protože podle něj důkazy jednoznačně ukazovaly na Tempelovu vinu. Ten již v té době byl ve vězení za předchozí loupeže.
Tempelovo dovolání 28. července 2011 Nejvyšší soud odmítl. Hodnocení důkazů shledal logickým a v záležitosti přikázání věci jinému soudu odkázal na druhé usnesení Ústavního soudu.
Následovala třetí ústavní stížnost proti odsuzujícímu rozsudku Krajského soudu v Praze a následujícím potvrzujícím rozhodnutím vrchního a nejvyššího soudu, avšak ani Ústavní soud v těchto rozhodnutích žádná závažná pochybení nenašel. Zrušení předcházejícího rozhodnutí o odnětí věci plzeňskému soudu se Tempel formálně nedomáhal a Ústavní soud se jej dotkl jen letmo odkazem na své druhé usnesení, ačkoli řízení mezitím skončilo.
Po zásahu Evropského soudu pro lidská práva v roce 2020 se tímto případem znovu zabýval Ústavní soud České republiky, po jehož novém nálezu byl v roce 2021 zproštěn obžaloby za tyto vraždy.
Dne 20. října 2021 byl po 20 letech propuštěn z věznice v Bělušicích. Až do srpna 2016 však byl vězněn po právu za loupeže.

## Odškodnění za nezákonné stíhání a věznění
Za nezákonné stíhání a věznění mu stát dosud přiznal odškodné ve výši 3,6 milionů korun a ESLP mu přiřkl dalších 12 500 eur (cca 300 tisíc korun). Tempel se však soudil o odškodné ve výši 86 milionů korun – jeho žalobu Obvodní soud pro Prahu 2 začal projednávat 5. prosince 2023.
Dne 21. ledna 2025 mu Obvodní soud pro Prahu 2 nepravomocně přiznal odškodnění ve výši téměř 9 milionů korun.